# Nikolai Jegorowitsch Makarow

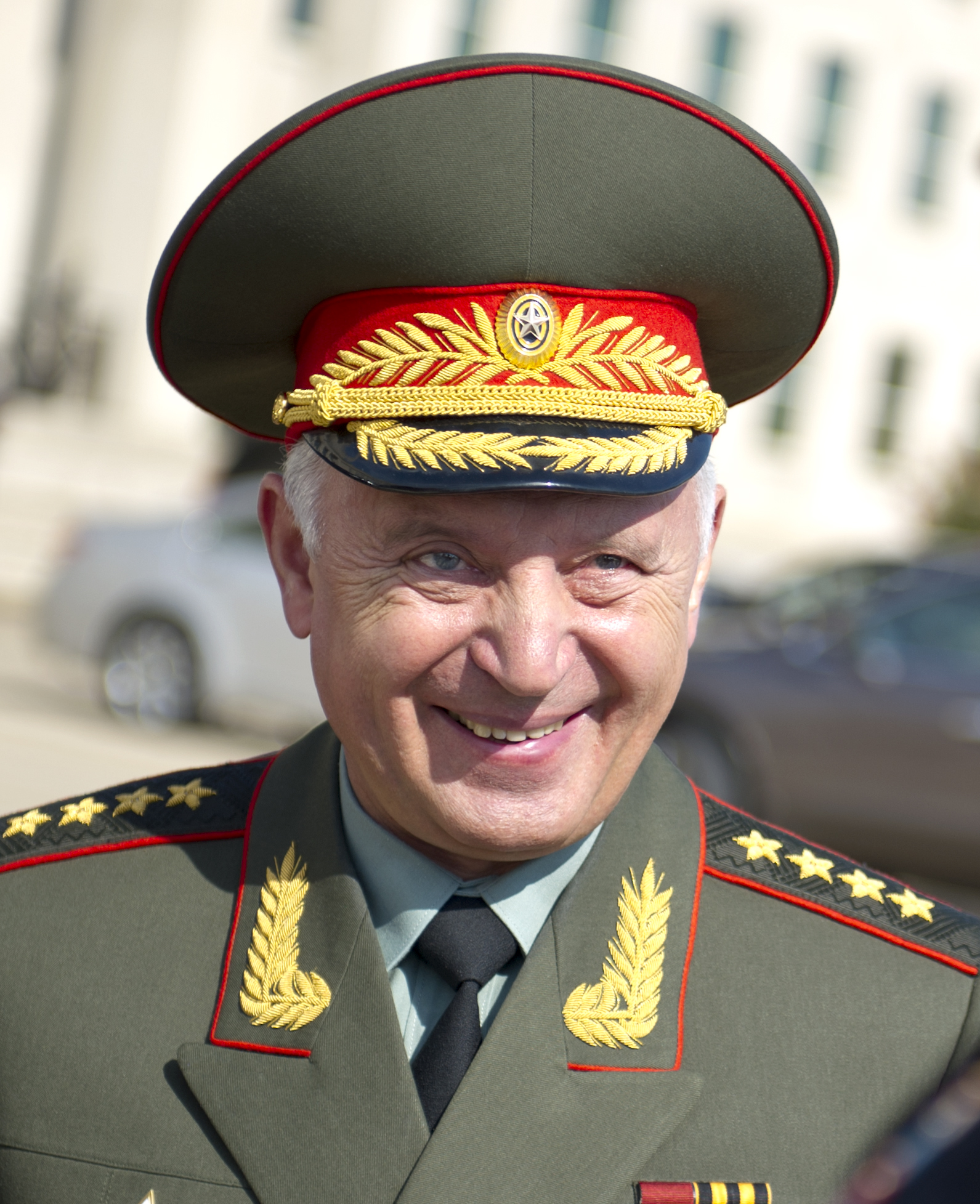
Nikolai Makarow, 2012

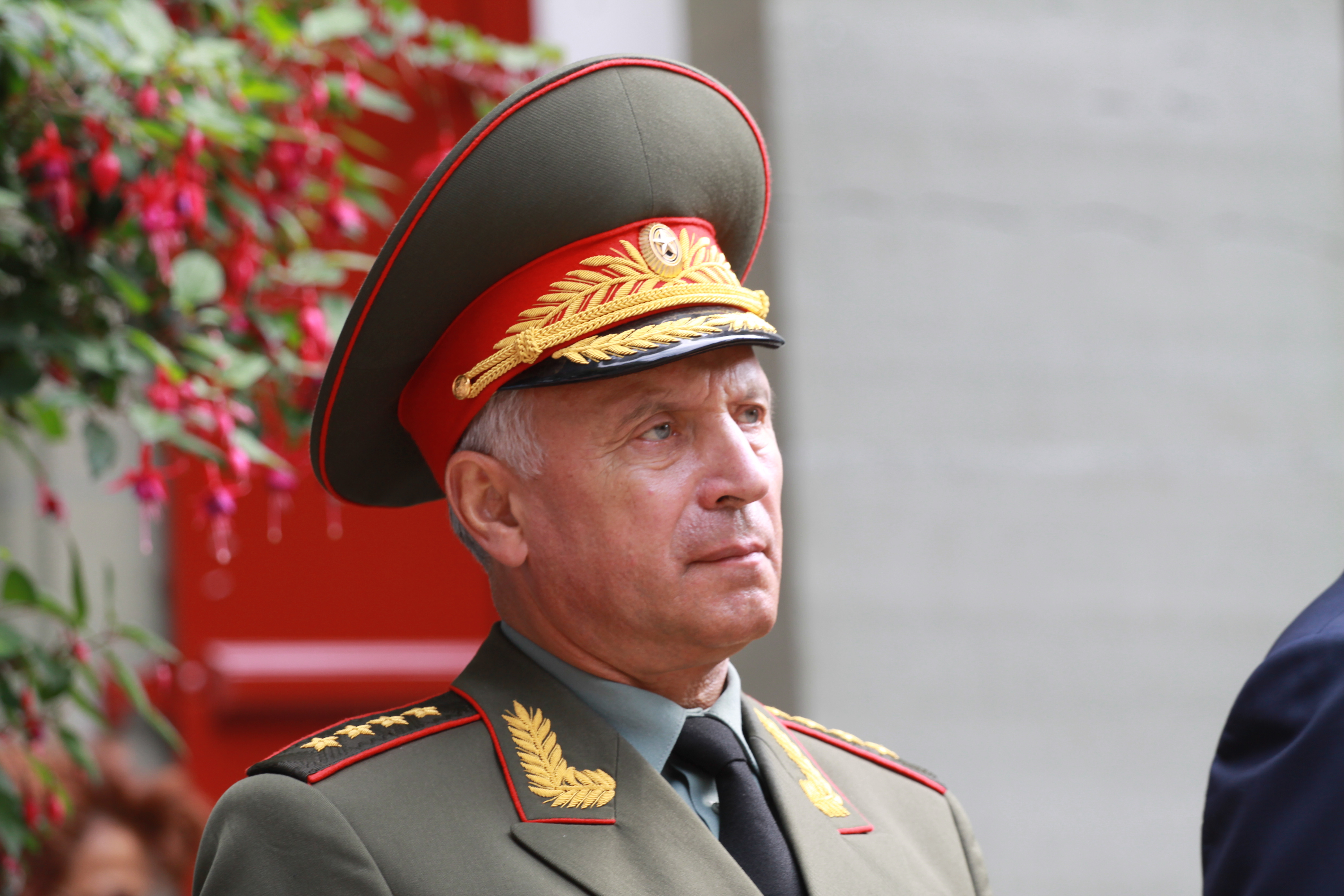
Nikolai Makarow, September 2009 in Bern

Nikolai Jegorowitsch Makarow (russisch Николай Егорович Макаров; * 7. Oktober 1949 in Glebowo, Oblast Rjasan) ist ein russischer Offizier. Der Armeegeneral war vom 3. Juni 2008 bis 9. November 2012 Generalstabschef der Russischen Streitkräfte.

## Biographie
Nachdem er 1971 die Allgemeine Moskauer Offiziersschule absolviert hatte, diente Makarow in den darauffolgenden Jahren in der Gruppe der Sowjetischen Streitkräfte in Deutschland (GSSD) als Zugführer, Kompaniechef und Bataillonskommandeur. 1979 schloss er die Militärakademie „M.W. Frunse“ ab und diente daraufhin im Militärbezirk Transbaikalien als Stabsoffizier, Regiments- und Divisionskommandeur.
1993 absolvierte Makarow die Militärakademie des Generalstabes der Russischen Streitkräfte und führte anschließend Truppengruppierungen in Tadschikistan und der Wolgaregion. Von 1996 bis 1997 war er Befehlshaber der 2. Garde-Panzerarmee.
Seit 1998 war er Kommandierender der Land- und Küstenstreitkräfte und Stellvertreter des Befehlshabers der Baltischen Flotte für die Land- und Küstenstreitkräfte. Ab September 1999 übernahm Makarow die Posten des Stabschefs und Ersten Stellvertreters des Befehlshabers der Truppen des Moskauer Militärbezirks, bis er im Dezember 2002 als Befehlshaber zum Sibirischen Militärbezirk versetzt wurde.
2007 ernannte ihn Präsident Wladimir Putin zum stellvertretenden Verteidigungsminister, zuständig für Rüstungsfragen. Am 3. Juni 2008 wurde er vom neuen Präsidenten Dmitri Medwedew zum Generalstabschef der Russischen Streitkräfte berufen. Er löste damit Juri Balujewski ab, der stellvertretender Vorsitzender des Nationalen Sicherheitsrats wurde.
Für die erfolgreiche Truppenführung während des Kaukasuskrieges 2008 wurde Makarow per Erlass von Dmitri Medwedew im Frühjahr 2012 mit dem Titel Held der Russischen Föderation ausgezeichnet.
Am 9. November 2012 wurde er auf Anweisung von Präsident Putin in seiner Position von Generaloberst Waleri Gerassimow abgelöst.
Seit Februar 2013 ist Makarow im Büro der Generalinspektoren des Verteidigungsministeriums der Russischen Föderation als leitender Militäranalytiker tätig.